# 笠原恵実子
笠原 恵実子（かさはら えみこ、1963年1月20日 - ）は、日本の現代美術作家。2014年より多摩美術大学美術学部彫刻学科教授。神奈川県藤沢市を拠点に活動している。

## 経歴
東京都出身。1988年、多摩美術大学大学院美術研究科修了。1994年、文化庁芸術在外研究員としてニューヨークで活動開始。
2003年、ニューヨーク美術財団から奨学金を得る。1995年から2014年までニューヨークを拠点に活動した。
2014年より多摩美術大学美術学部彫刻学科教授。「（2015年の）PARASOPHIAでは、京都市美術館の帝冠様式建築と第二次世界大戦中に製造された陶製手榴弾の遺物からインスピレーションを得た作品と、近代化における越境をテーマにした新作2点を発表する。この新作の背景を別の形で補足するものとして、笠原が選んだ戦中の日本と旧満州の映画、抑留日本兵が観たかもしれないソビエト連邦の映画を上映するプログラム「Trigonometry」が、京都文化博物館フィルムシアターで行われる」としている。

## 作品
- 1993年 UNTITLED -Tree Types-
- 1995年 UNTITLED Suit #1
- 1995年 Loop-Maria & Eve
- 1996年 PINK
- 1997年 handkerchief -Square #1
- 1997年 handkerchief -Grid #2
- 1997年 handkerchief -Stripe #1
- 2006年 - 2007年 Blue Tile
- 2007年 Sheer

## 展覧会
- 1995年 - 日本の現代美術1985-1995（東京都現代美術館）
- 2001年 - ヨコハマトリエンナーレ2001
- 2004年 - 第14回シドニービエンナーレ
- 2014年 - ヨコハマトリエンナーレ2014
- 2015年 - PARASOPHIA:京都国際現代芸術祭2015